# Avion ravitailleur

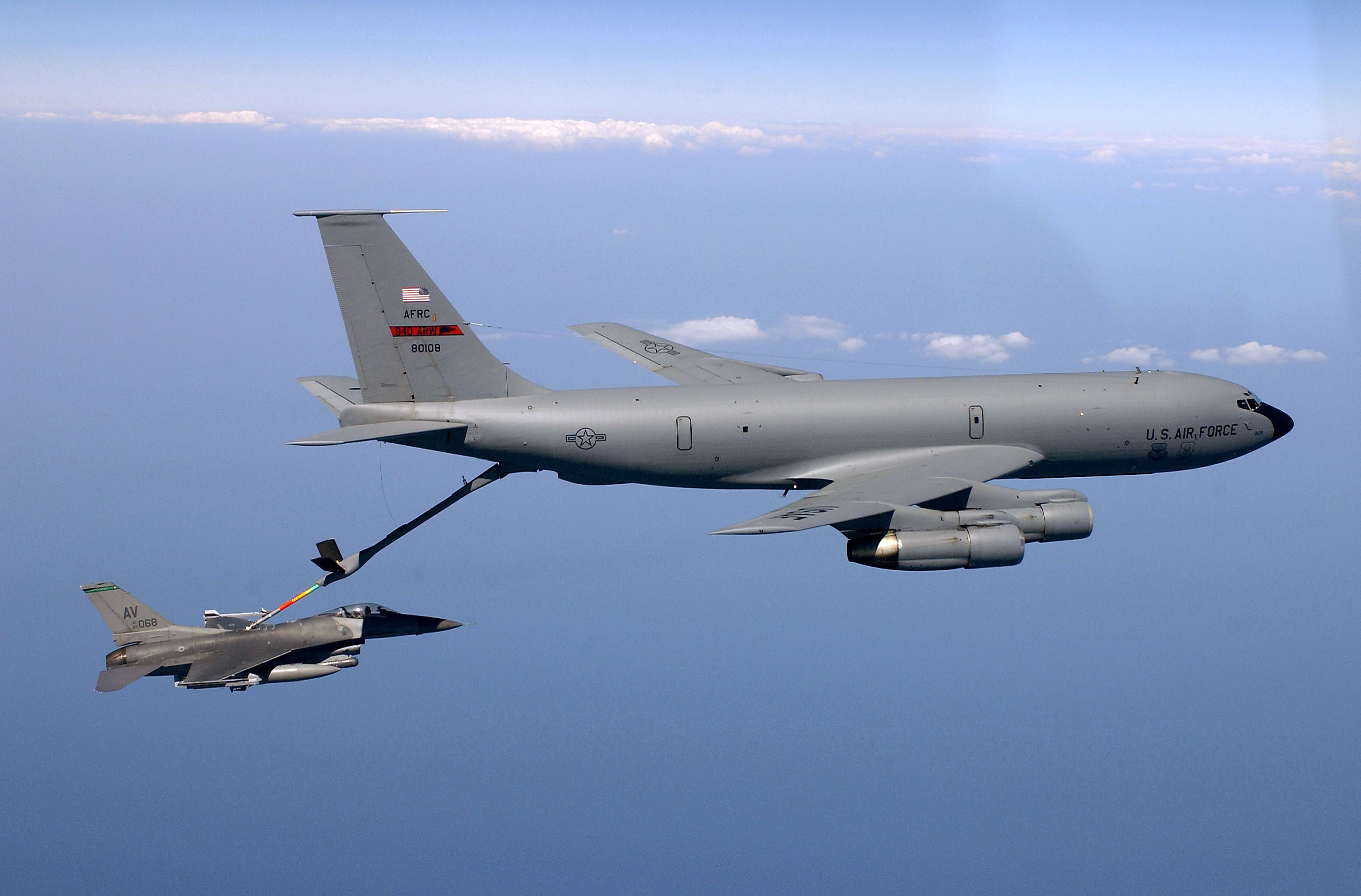
KC-135 Stratotanker ravitaillant un F-16 à l'aide d'une perche rigide.

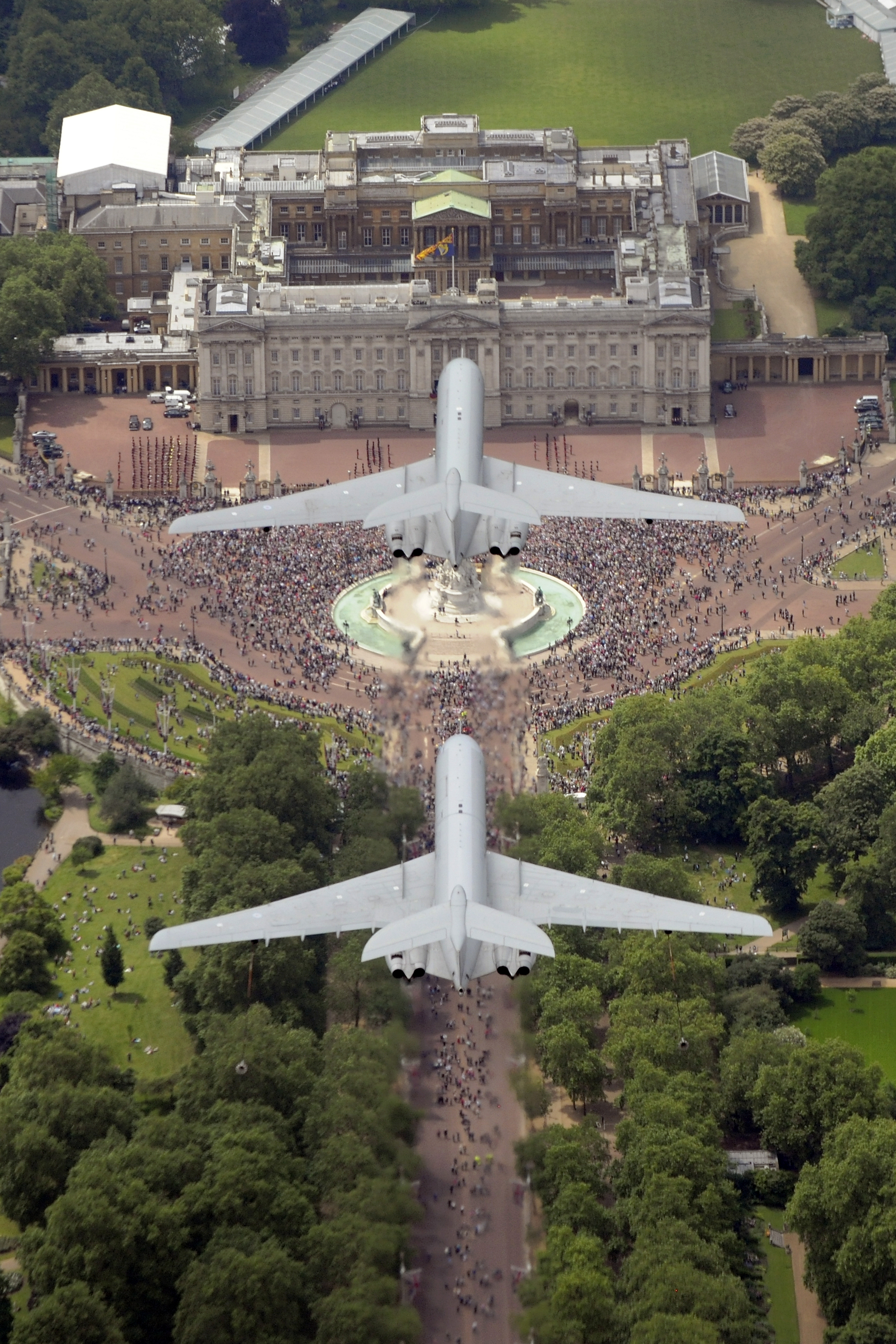
Avions ravitailleurs britanniques Vickers VC10 défilant au-dessus du palais de Buckingham en 2010.

Un avion ravitailleur est un avion ou drone utilisé pour le réapprovisionnement en carburant ou munitions d'autres aéronefs en vol (avions, drones et hélicoptères principalement).

## Taille et type d'avions ravitailleurs

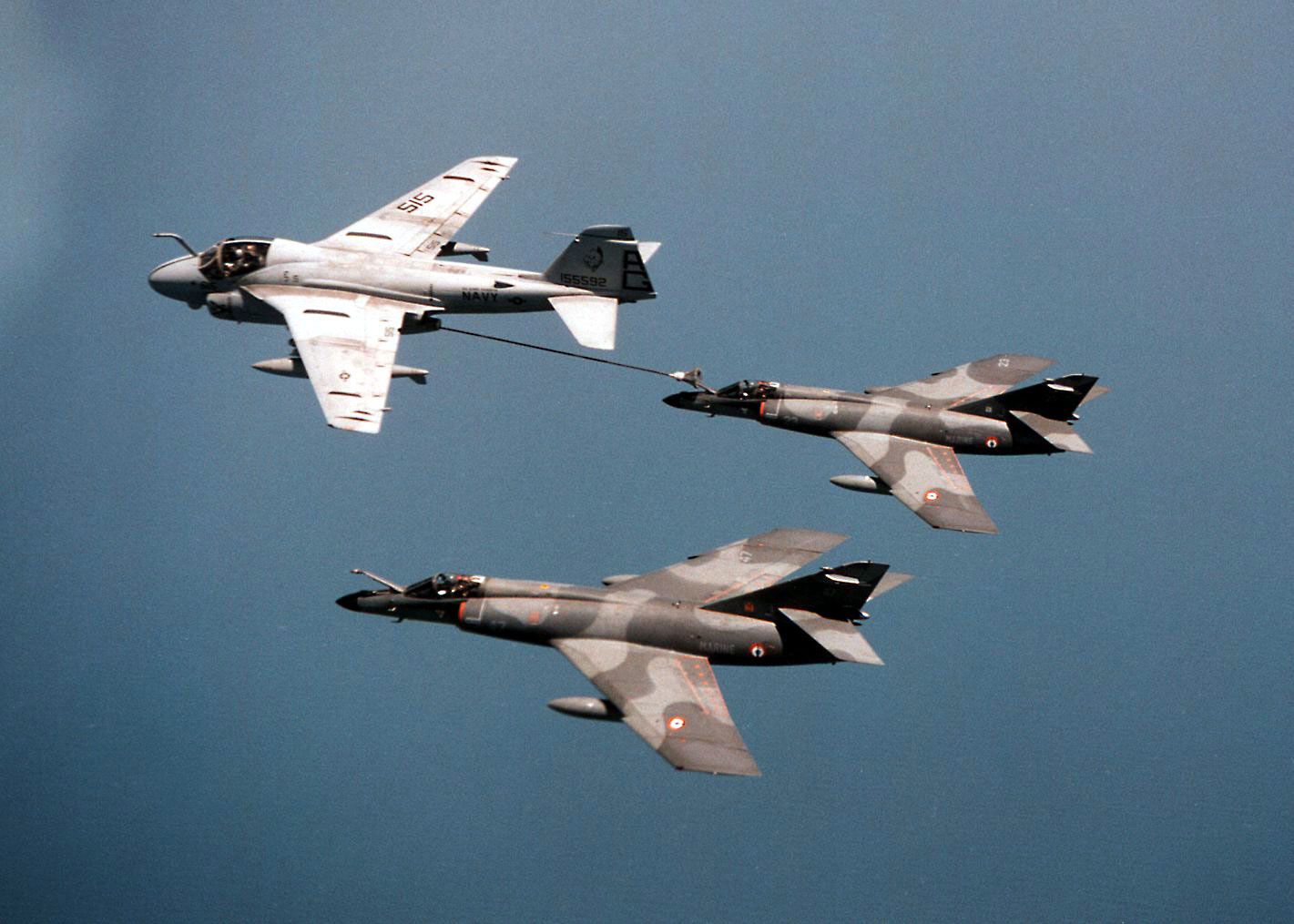
A-6 Intruder ravitaillant 2 Super-Étendard à l'aide d'un tuyau souple

Le ravitailleur reste un avion des « arrières », auquel on ne demande pas de savoir opérer sur des terrains rustiques. Ils peuvent donc être dérivés d'avions de ligne civils, c'est la grande majorité des ravitailleurs moyens ou lourds.
Les avions ravitailleurs peuvent être de taille très différentes :
- gros-porteurs, cas le plus courant, puisqu'ils doivent pouvoir emporter un grand volume de carburant sur une grande distance, et dérivés :
  - d'avions civils (Boeing 707 ou 767, Airbus A310 ou A330-200, Il-76),
  - de bombardiers ou d'avions de transport militaires ;
- avions plus légers, de type chasseur-bombardier en général, équipés de réservoirs supplémentaires et d'une nacelle de ravitaillement sous voilure.

Cette dernière possibilité est en fait la seule solution pour les avions embarqués à bord de porte-avions et opérant en pleine mer, hors de portée des ravitailleurs basés à terre. Des exemples de ce type sont le Grumman A-6 Intruder (dont une version spécialisée dans ce rôle a été construite, mais dont la version de base est déjà capable), le F-18 Super Hornet, le Dassault Rafale M, ou encore le Dassault Super-Étendard.
On parle de « buddy refuelling » (« buddy » signifie « ami » en anglais) quand l'avion ravitailleur et l'avion ravitaillé sont de même type.
Les principaux fabricants de ces nacelles en 2021 sont les entreprises américaines Flight Refueling (Mk.30, Mk.32…), Sargeant-Fletcher (28-300, 31-300, 31-301, 34-000…), la britannique Cobham (D-704, D-827…) qui proposent un petit catalogue qui a été complété par le russe Zvezda et le français Zodiac Fuel & Inerting Systems racheté par Safran qui propose la Safran NARANG avec un débit compris entre 750 L/min et 1 000 L/min remplaçant la nacelle « Intertechnique » IN234000 avec un débit de 530 litres par minute.

## Exemples

### Avions ravitailleurs répartis par types
|                                 | Dérivés de gros porteurs civils                                        | Dérivé de bombardier | Avions de transport militaire (sur terrain rustique)                                                      | Avions plus légers                                                                                                  |
| ------------------------------- | ---------------------------------------------------------------------- | -------------------- | --- | --- |
| Capacité « normale » ou limitée | Boeing KC-135 Stratotanker, VC-10, Airbus A310 MRTT, Boeing KC-767     | Tupolev Tu-16        | Lockeed KC-130 Hercules, Iliouchine 78, C-160 Transall et C-160 Transall NG, Airbus A400M, Embraer KC-390 | |
| De très grande capacité         | McDonnell Douglas KC-10A, Lockheed Tristar, Airbus A330 MRTT ou KC-45, |                      | KC-17 dérivé du C-17[réf. nécessaire]                                                                     | |
| Embarqués sur porte-avions      |                                                                        |                      | | KA-6D (A-6 Intruder), F-18 Super Hornet, Rafale, Super-Étendard, Lockheed S-3 Viking, Boeing MQ-25 Stingray (drone) |

### Avions ravitailleurs répartis par pays utilisateur[Quand?]

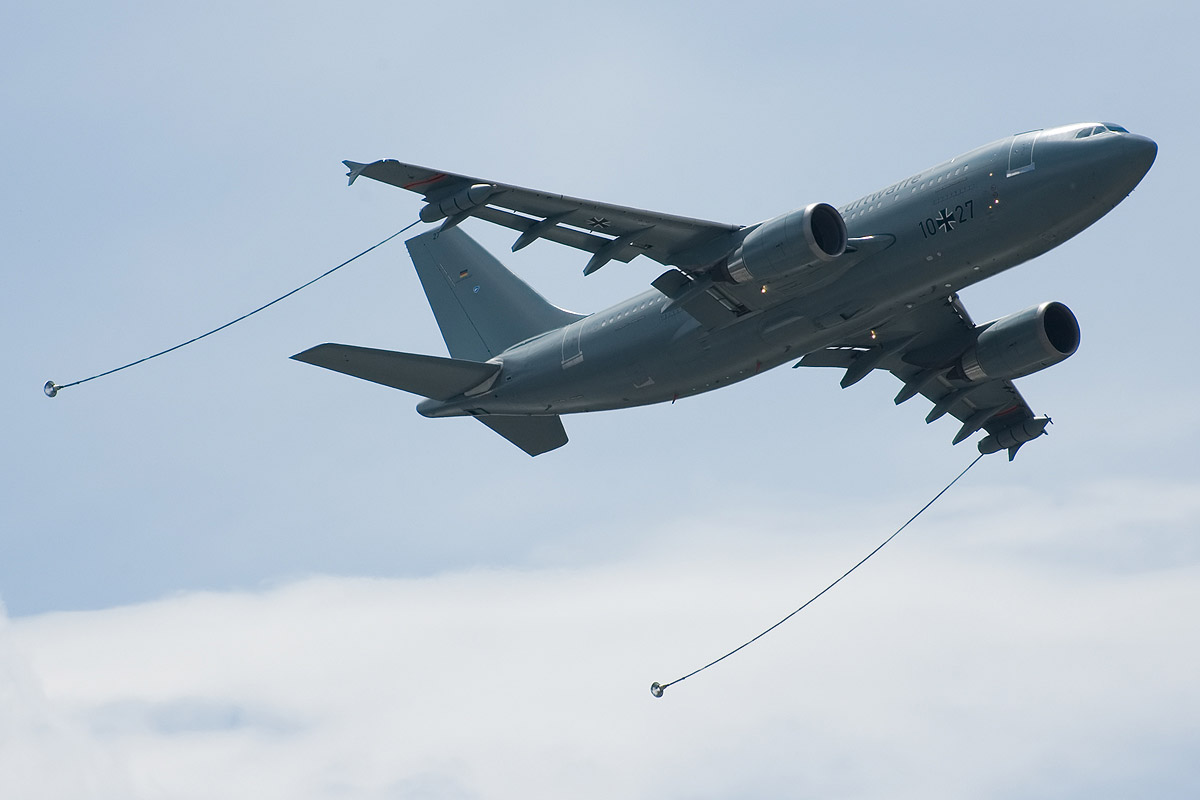
Airbus A310 MRTT de la Luftwaffe.
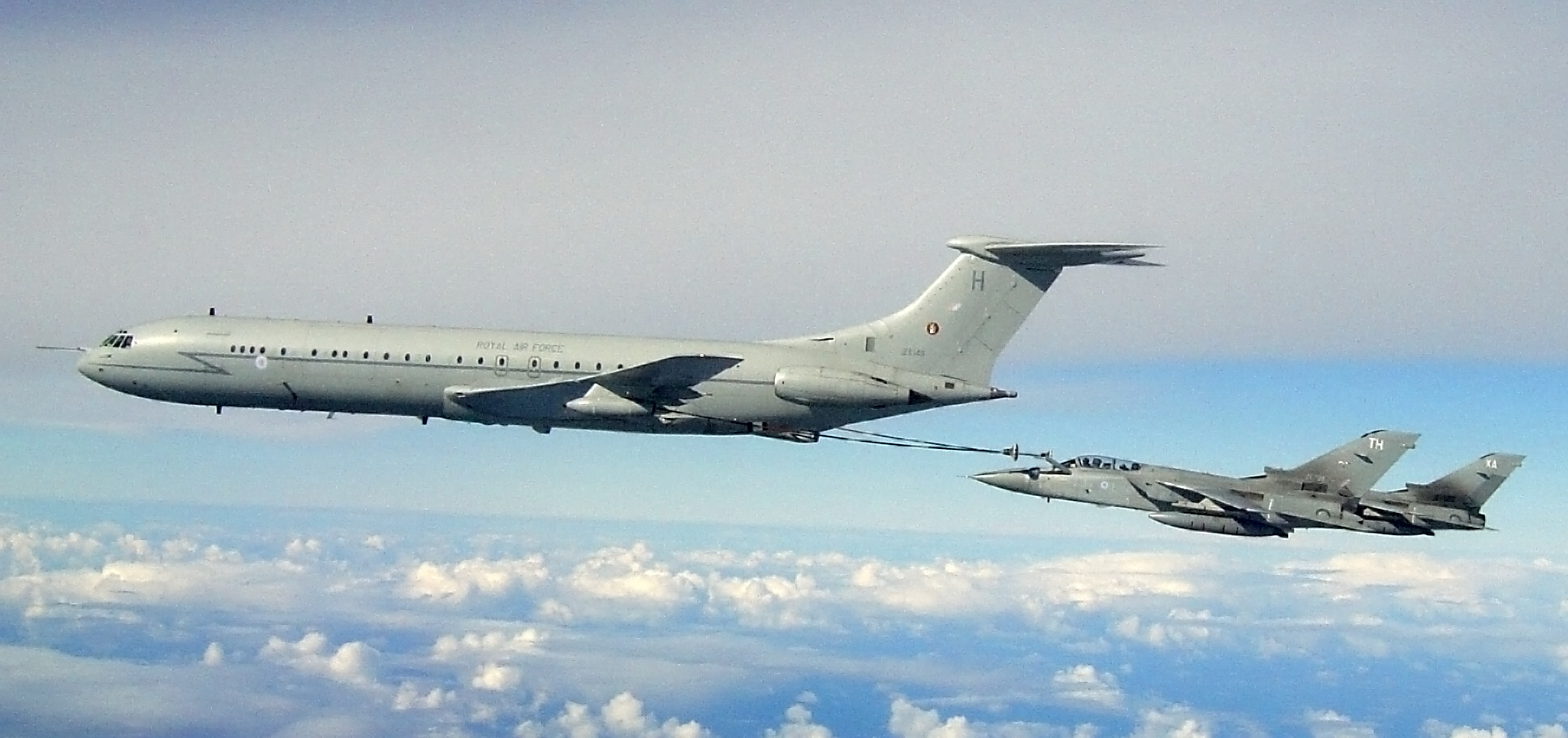
Vickers VC-10 de la RAF ravitaillant des Panavia Tornado en 2005.
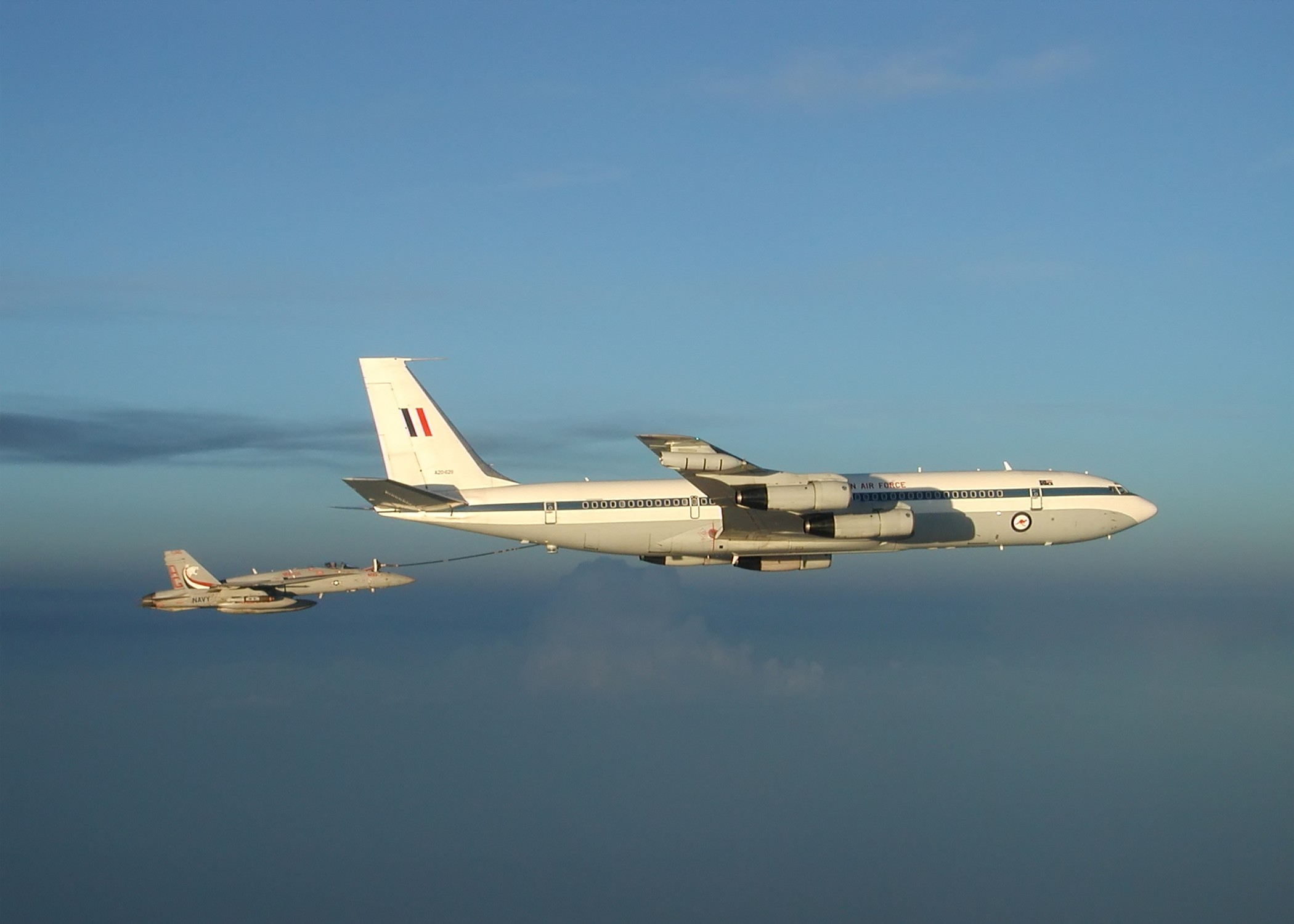
Boeing 707 de la RAAF ravitaillant un F/A-18.

#### Pays de l'OTAN
| Pays                                                           | Retirés du service                | En service | Commandés        |
| -------------------------------------------------------------- | --------------------------------- | --- | ---------------- |
| États-Unis                                                     | Boeing KB-29 Boeing KB-50         | Environ 400 KC-135 Stratotanker 59 KC-10A C-130 Hercules KA-6D, version spécialisée du A-6 Intruder (US Navy, sur porte-avion) | 167 Boeing KC-46 |
| France                                                         | 11 C-135FR 3 KC-135R 2 KC-130 J   | 12 A330 MRTT | 3 A330 MRTT      |
| Canada                                                         |                                   | 2 CC-150 Polaris | 9 A330 MRTT      |
| Allemagne (voir ci-dessous)                                    | 3 Airbus A310 MRTT C-160 Transall | |                  |
| Royaume-Uni                                                    | Tristar VC-10 Victor              | 14 Airbus A330 MRTT |                  |
| Italie                                                         |                                   | 4 KC-767 |                  |
| Pays-Bas (voir ci-dessous)                                     | 2 McDonnell Douglas DC-10         | |                  |
| Turquie                                                        |                                   | 7 KC-135 |                  |
| Allemagne, Belgique, Luxembourg, Norvège, Pays-Bas et Tchéquie |                                   | 10 Airbus A330 MRTT |                  |

#### Autres pays
| Pays                | Retirés du service              | En service                                                          | En commande                        |
| ------------------- | ------------------------------- | ------------------------------------------------------------------- | ---------------------------------- |
| Algérie             |                                 | Six Iliouchine Il-78                                                |                                    |
| Arabie saoudite     |                                 | 6 Airbus A330 MRTT                                                  | 4 Airbus A330 MRTT                 |
| Australie           | Boeing 707                      | 7 Airbus A330 MRTT                                                  |                                    |
| Brésil              |                                 | Deux C-130 équipés pour le ravitaillement Cinq KC-390 opérationnels | 2 Airbus A330 MRTT Quatorze KC-390 |
| Chine               |                                 | 10 Xian H-6 (anciens bombardiers stratégique)                       | 8 Iliouchine Il-78                 |
| Colombie            |                                 | Un 767                                                              |                                    |
| Corée du Sud        |                                 | 4 Airbus A330 MRTT                                                  |                                    |
| Chili               |                                 | Trois KC-135E                                                       |                                    |
| Émirats arabes unis |                                 | 5 Airbus A330 MRTT                                                  |                                    |
| Iran                |                                 | Deux Boeing 747 Deux Boeing 707                                     |                                    |
| Israël              |                                 | Sept ou huit Boeing 707 civils reconvertis                          |                                    |
| Japon               |                                 | Quatre 767                                                          |                                    |
| Maroc               |                                 | Deux Lockheed KC-130 Hercules                                       |                                    |
| Russie              | Miassichtchev M-4 Tupolev Tu-16 | Iliouchine Il-78 (dérivé de l'Iliouchine Il-76)                     | Iliouchine Il-96                   |
| Singapour           | 4 KC-135R                       | 6 Airbus A330 MRTT                                                  |                                    |
| Venezuela :         |                                 | un Boeing 707                                                       |                                    |

Les KC-135 de Singapour et du Chili sont des appareils américains rachetés d'occasion.

## Le marché actuel

### Boeing
Boeing s'appuie sur son importante expérience dans le domaine (le KC-135 est généralement considéré comme le ravitailleur le plus réussi jamais produit).
- Son principal produit actuel est une version du 767, déjà vendu au Japon et à l'Italie. Un contrat pour 167 appareils destinés à l'US Air Force est annoncé le 24 février 2011 [3].

- Un ravitailleur basé sur 777 est envisagé comme solution alternative, beaucoup plus lourde qui, en 2021, n'a pas été concrétisé.

### Airbus
Airbus est parvenu récemment à s'imposer comme une option crédible. Son produit phare s'appelle le MRTT : MultiRole Tanker Transporter.
Il s'agit d'une modification d'Airbus à large fuselage (A310 ou A330). L'avion se veut polyvalent : plutôt que d'acheter des ravitailleurs purs, qui servent très peu lorsqu'aucune opération militaire n'est en cours, la plupart des armées de l'air préfèrent des avions pouvant aussi servir au transport stratégique, aux voyages officiels, à l'évacuation sanitaire (rapatrier des blessés après un accident ou un attentat à l'étranger), etc.
Le Boeing 767 possède une telle polyvalence, mais les Airbus ont l'avantage d'un fuselage plus large.
- L'Airbus A310 MRTT, réalisé à partir de cellules d'occasion, offre une solution bon marché, bien dimensionnée pour remplacer les 707 servant dans nombre de pays. Il a été vendu au Canada et à l'Allemagne.
- L'Airbus A330 MRTT est un avion plus grand, avec une capacité supérieure, mais beaucoup plus coûteux. Le Royaume-Uni, Singapour, l'Arabie saoudite et l'Australie l'ont choisi. À terme, la France devrait en avoir une douzaine.

### Iliouchine
Iliouchine produit une version ravitailleur de l'Il-76, l'Il-78. Bien que la conception de la cellule soit ancienne, cet avion est maintenant disponible avec des moteurs modernes et a des performances honorables. L'Algérie, l'Inde et la Chine en utilisent et ont récemment[Quand ?] acquis de nouveaux exemplaires.
En outre, l'Il-96, un appareil commercial à peu près comparable à l'A340, est désormais proposé en version ravitailleur. Deux exemplaires ont été commandés par l'armée de l'air russe en 2015 puis cela est annulée en 2018. L'avion ne trouvant plus de client civil, cette commande a été interprétée comme un moyen pour la Russie de maintenir la ligne de production en activité.

### Embraer
Embraer produit une version ravitailleur de l'C-390 Millenium, avec une configuration à aile haute et empennage en T, charge utile de 23 tonnes et sa capacité de conversion rapide en ravitailleur s'il n'est pas déjà installé. L'armée de l'air brésilienne 5 en service (14 autres commandés) et le Portugal 1 (4 autres commandés), en plus d'autres commandes de Hongrie et des Pays-Bas.

### Une alternative: recycler et convertir des avions civils
Des pays pourraient choisir de ne s'adresser à aucun de ces constructeurs, et plutôt de faire transformer des avions de ligne d'occasion par de tierces compagnies. Des compagnies de sous-traitances aéronautiques peuvent en effet convertir en ravitailleurs des moyen ou gros-porteurs existants. Israel Aircraft Industries s'en est fait une spécialité. Les inconvénients de cette solution sont que les avions ont déjà beaucoup d'heures de vol, et ne serviront donc pas aussi longtemps, et qu'ils consomment plus de carburant que les nouveaux appareils. Ainsi, lorsque la Pologne, les Pays-Bas et la Norvège ont émis en 2014 un appel d'offres conjoint pour quatre ravitailleurs, une troisième offre (à côté de celle victorieuse d'Airbus et de celle de Boeing) venait d'Israel Aircraft Industries et proposait de convertir des Boeing 767 d'occasion. On retrouve ces trois mêmes candidatures pour le contrat sud-coréen de 2015, remporté par Airbus. Le 767 en service comme ravitailleur en Colombie a été aussi modifié par IAI.